# Firehouse (Kiss)
Firehouse è un brano del gruppo hard rock statunitense Kiss, pubblicato nel loro omonimo album

## Il brano
Paul Stanley scrisse questa canzone quando egli frequentava ancora la High School Of Music & Art di New York.
Il chitarrista ha spiegato di essersi ispirato alla canzone Fire Brigade del gruppo hard rock inglese The Move.
Si può notare infatti che i ritornelli sono simili (Get The Fire Brigade e Get The Firehuse) e negli effetti sonori di sottofondo.
I Kiss suonarono la canzone durante i loro anni di attività come Wicked Lester e continuarono anche per il resto degli anni. 

La canzone è stata suonata dalla band durante i loro primi concerti nelle TV nazionali statunitensi, incluso In Concert della ABC, il 19 febbraio 1974 (andata in onda il 29 marzo). Inoltre i Kiss suonarono la canzone anche al The Mike Douglas Show il 29 aprile 1974, una trasmissione che includeva anche la prima intervista televisiva di Gene Simmons. 

Il brano è associato alle buffonate sputafuoco di Simmons durante i concerti. Uno dei tanti incidenti si è verificato il 31 dicembre 1973 alla Brooklyn Academy Of Music di New York, quando la band apr il concerto dei Blue Öyster Cult. I capelli di Simmons presero fuoco per la prima di molte volte. 

Nel novembre 1972, i Kiss, che allora si esibivano come trio composto da Paul Stanley, Gene Simmons e Peter Criss, suonarono Firehouse insieme a Strutter e Deuce al direttore di A&R della Epic Records, Don Ellis. Il minishow aveva lo scopo di garantire un contratto discografico per il gruppo. Durante la performance della prima canzone, la band iniziò a suonare un campanello. Stanley, mettendo in scena uno scenario antincendio, recuperò quindi un secchio rosso e lo lanciò a un allarmato Ellis, che pensava che fosse in atto un vero incendio. Mentre quest'ultimo se ne andava, anche il fratello ubriaco di Peter Criss gli vomitò sul piede. Ellis in seguito disse che quella fu la peggiore performance che avesse mai sentito.

## Concerti e spettacoli dal vivo
La canzone è rimasta un punto fermo dei Kiss durante i concerti, al punto che veniva suonata in ogni spettacolo con la band che l'ha eseguita in quasi tutti i tour fino grossomodo ad oggi. Un incidente si è verificato durante il Kiss Alive/35 World Tour il 9 novembre 2009 a Winnipeg, quando una bomba a concussione ha preso fuoco dopo l'esecuzione di Black Diamond. Subito dopo l'inizio dell'incendio, Gene Simmons ha iniziato a suonare la linea di basso per la canzone, con l'intera band che alla fine si è unita. Eric Singer cantò parti della canzone, poiché gli altri membri non potevano raggiungere i loro microfoni.

## Apparizioni

### Album dei Kiss
- 1974 - Kiss
- 1975 - Alive!
- 1976 - The Originals
- 1978 - Double Platinum
- 1996 - You Wanted The Best, You Got The Best!!
- 2001 - The Box Set
- 2005 - Gold
- 2005 - Kiss Chronicles: 3 Classic Albums
- 2006 - Kiss Alive! 1975-2000[2][3]
- 2008 - Kiss Alive 35
- 2010 - Kiss Sonic Boom Over Europe

### Cover
- I Van Halen suonarono Firehuse assieme ad altre canzoni dei Kiss durante i loro concerti per i club.
- I Warrior Soul coverizzarono la canzone nel loro album Cocaine And Other Good Stuff, del 2020.

## Formazione
- Paul Stanley - chitarra ritmica, voce
- Gene Simmons - basso, cori
- Ace Frehley - chitarra solista
- Peter Criss - batteria